# 夸爾泰拉
夸爾泰拉（Quarteira）是葡萄牙的一座城市。在行政區劃上屬阿爾加維大區。面積37.78 平方公里。2011年，夸爾泰拉有人口21,798 人。夸爾泰拉的傳統產業是漁業，也是一座發達的旅遊都市。